# Fraisnes-en-Saintois
Fraisnes-en-Saintois is een gemeente in het Franse departement Meurthe-et-Moselle (regio Grand Est) en telt 103 inwoners (2009). De plaats maakt deel uit van het arrondissement Nancy.

## Geografie
De oppervlakte van Fraisnes-en-Saintois bedraagt 6,3 km², de bevolkingsdichtheid is dus 16,3 inwoners per km².
De onderstaande kaart toont de ligging van Fraisnes-en-Saintois met de belangrijkste infrastructuur en aangrenzende gemeenten.

## Demografie
Onderstaande figuur toont het verloop van het inwonertal (bron: INSEE-tellingen).